# Kenta Hiraishi
Kenta Hiraishi (japanisch 平石 健太 Hiraishi Kenta; * 26. Juni 1985 in Onomichi) ist ein ehemaliger japanischer Fußballspieler.

## Karriere
Hiraishi erlernte das Fußballspielen in der Schulmannschaft der Josuikan High School und der Universitätsmannschaft der Fukuoka-Universität. Seinen ersten Vertrag unterschrieb er 2008 bei FC Ube Yahhh-Man. 2010 wechselte er zum Zweitligisten Avispa Fukuoka. Für den Verein absolvierte er drei Ligaspiele. Ende 2010 beendete er seine Karriere als Fußballspieler.